# Кара-Кум (цукерка)

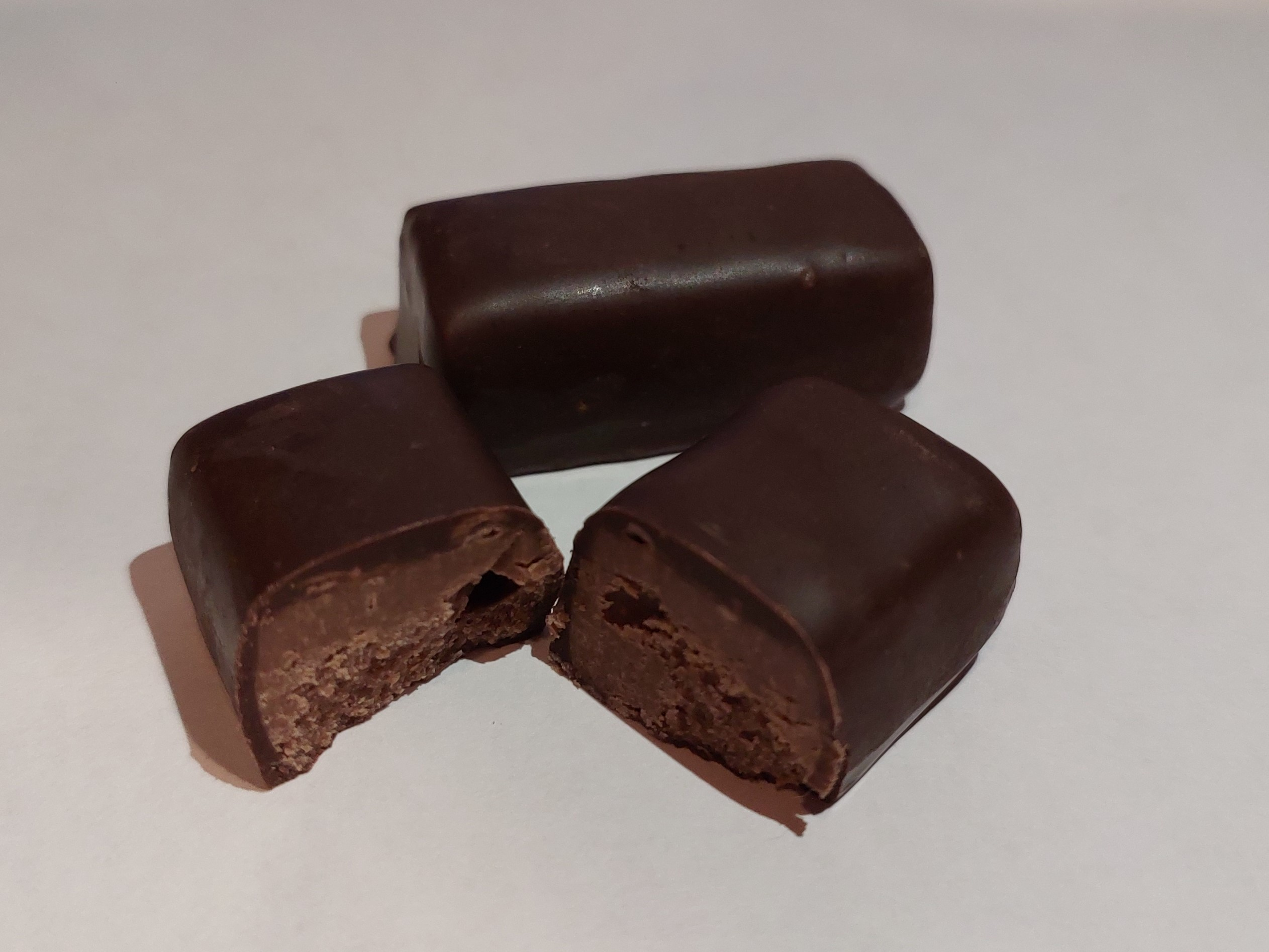
Цукерки «Кара-Кум»

«Кара-Кум» — марка шоколадних цукерок, що випускаються Кондитерською фабрикою «Червоний Жовтень» кондитерської групи «Об'єднані кондитери» і що випускалися раніше іншими кондитерськими фабриками СРСР і Росії.

## Опис
Цукерки виготовляються з горіхового праліне з додаванням какао та подрібнених вафель. До складу входять шоколадна глазур, цукровий пісок, цукрова пудра, какао-масло, терте какао, замінник молочного жиру (вершкове масло більше не входить), смажене ядро мигдалю, арахіс, лимонна кислота, соєвий лецитин, соняшникова олія, комплексні вафлі та ароматизатор ванільно-вершковий. У 100 грамах цукерок міститься 530 кілокалорій.

## Бренд «Кара-Кум»
Спочатку «Кара-Кум» був фірмовою маркою Таганрозької кондитерської фабрики.
До 2007 року фабрики та заводи, які виробляли продукцію під радянськими брендами до 1992 року, могли виготовляти її за умов безоплатної ліцензії. Однак, після внесення змін до закону «Про введення в дію частини четвертої Цивільного кодексу РФ», виробники були позбавлені цього права. При цьому більшість брендів радянських кондитерських виробів була зареєстрована підприємством «Об'єднаних кондитерів», що подала низку позовів на інші компанії, які виробляли продукцію під цими чи схожими брендами. Через право на бренд «Кара-Кум» у 2012 році виник конфлікт із норвезьким концерном «Оркла Брендс Росія», до складу якого входила фабрика імені Крупської. Після кількох років судових розглядів компанії пішли на мирову. «Оркла Брендс Росія» заплатила «Об'єднаним кондитерам» близько 70 мільйонів рублів як компенсацію та отримала ліцензію на виробництво цукерок «Кара-Кум» терміном на два місяці, до 15 лютого 2014.
Конфлікти через право на бренд також виникали з «Кіровським кондитерсько-макаронним комбінатом», кондитерськими фабриками «Приморський кондитер» та «Пермська».
За результатами конфліктів частина виробників припинила випуск цукерок під брендом «Кара-Кум», кондитерська фабрика «Пермська», пішовши на мирову, отримала право на бренд, а компанії «Оркла Брендс Росія» палата з патентних спорів дозволила зареєструвати товарний знак «Сонячний Кизил-Кум», під яким виготовляються цукерки «Кизил-Кум», подібні за складом і зі схожими обгортками. Правовласником марки при цьому залишилася компанія «Об'єднані кондитери».